# Juan Delgado Martínez
Juan Ignacio Delgado Martínez (Montevideo, 5 luglio 1994) è un ex calciatore uruguaiano, di ruolo attaccante.

## Caratteristiche tecniche
È un attaccante che può giocare sia come punta sia come attaccante esterno. È abile nel cercare la profondità.

## Carriera

### Inizi e Fenix

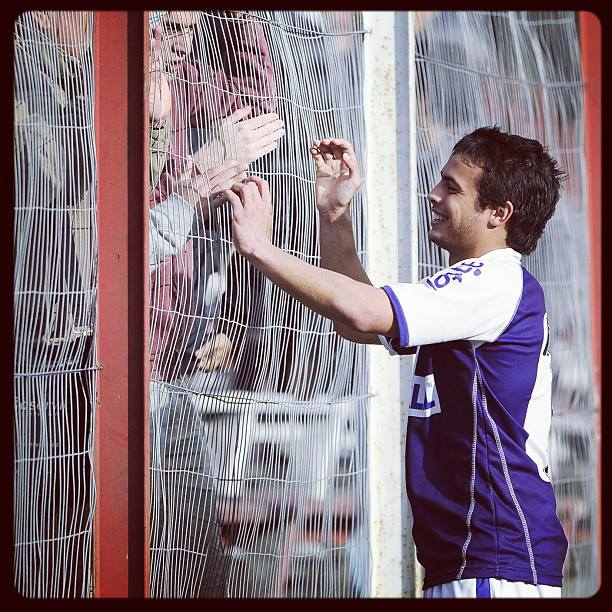
Delgado con la maglia del

Cresce nelle giovanili del Peñarol, passando successivamente a quelle del Fénix. Con questi ultimi trova l'esordio tra i professionisti il 17 agosto 2013 alla prima giornata di Primera División in casa contro l'El Tanque Sisley, sfida persa 2-1 nella quale parte titolare e viene sostituito all'intervallo.

### Prestito al Cerro
A gennaio 2014 va in prestito in un'altra squadra della massima serie uruguaiana, il Cerro. Debutta il 2 febbraio, alla prima del Torneo di Clausura, sul campo dei Montevideo Wanderers in campionato, entrando all'83' e perdendo per 3-1. Il 22 marzo realizza il primo gol in carriera, siglando il gol decisivo nella vittoria per 1-0 in trasferta contro il Peñarol in Primera División. Rimane in prestito anche la seconda metà della stagione successiva, terminando con un totale di 19 presenze e 2 reti.

### Prestito al Cienciano
A inizio 2015 va per la prima volta a giocare all'estero, in Perù, al Cienciano. Esordisce il 10 febbraio nella Copa Inca, la coppa nazionale, sul campo dello Sporting Cristal, perdendo per 1-0. Il 14 maggio gioca la sua unica gara in campionato, in trasferta contro lo Sport Loreto, sfida persa per 1-0. Chiude l'esperienza con 4 apparizioni in campo.

### Crotone
Il 16 ottobre 2015 viene acquistato dal Crotone, con il quale firma un contratto annuale, fino al termine della stagione 2015-2016. Sceglie la maglia numero 32. Con i calabresi ottiene soltanto 2 presenze con la squadra Primavera e una in prima squadra, il 14 maggio 2016, alla penultima di campionato, a promozione in Serie A già ottenuta, nella sconfitta per 3-0 sul campo del Trapani in campionato, nella quale entra all'83º.

### Olbia
Dopo essere rimasto svincolato per 3 mesi, il 4 ottobre 2016 si accorda con i sardi dell'Olbia, in Lega Pro. Debutta il 16 ottobre sul campo della Cremonese, in una sfida di campionato persa per 2-1 nella quale entra al 72º. Gioca soltanto due partite prima di rescindere il contratto l'ultimo giorno di calciomercato invernale, il 31 gennaio 2017.

### Ritorno in Uruguay
Il 7 febbraio 2017 ritorna nella massima serie uruguaiana, firmando con il Boston River. Disputa con i rossoverdi 4 incontri, venendo ceduto nel gennaio 2018 al club El Tanque Sisley, con il quale però rimane meno di un mese. Viene girato nel febbraio 2018 al Club Atletico Progreso, con il quale rimane un anno facendo sporadiche apparizioni in campo. Al termine della stagione viene ceduto al CA Rentistas, scendendo di categoria.

## Statistiche

### Presenze nei club
Statistiche aggiornate al 13 luglio 2019.
| Stagione        | Squadra         | Campionato      | Campionato | Campionato | Coppe nazionali | Coppe nazionali | Coppe nazionali | Coppe continentali | Coppe continentali | Coppe continentali | Altre coppe | Altre coppe | Altre coppe | Totale | Totale | Totale |
| Stagione        | Squadra         | Comp            | Pres       | Reti       | Comp            | Pres            | Reti            | Comp               | Pres               | Reti               | Comp        | Pres        | Reti        | Pres   | Reti   |        |
| --------------- | --------------- | --------------- | ---------- | ---------- | --------------- | --------------- | --------------- | ------------------ | ------------------ | ------------------ | ----------- | ----------- | ----------- | ------ | ------ | ------ |
| 2013-gen. 2014  | Fénix           | PD              | 1          | 0          | -               | -               | -               | -                  | -                  | -                  | -           | -           | -           | 1      | 0      |        |
| gen.-giu. 2014  | Cerro           | PD              | 13         | 2          | -               | -               | -               | -                  | -                  | -                  | -           | -           | -           | 13     | 2      |        |
| lug.-dic. 2014  | Cerro           | PD              | 6          | 0          | -               | -               | -               | -                  | -                  | -                  | -           | -           | -           | 6      | 0      |        |
| Totale Cerro    | Totale Cerro    | Totale Cerro    | 19         | 2          |                 | -               | -               |                    | -                  | -                  |             | -           | -           | 19     | 2      |        |
| 2015            | Cienciano       | CD              | 1          | 0          | CI              | 3               | 0               | -                  | -                  | -                  | -           | -           | -           | 4      | 0      |        |
| 2015-2016       | Crotone         | B               | 1          | 0          | CI              | 0               | 0               | -                  | -                  | -                  | -           | -           | -           | 1      | 0      |        |
| 2016-gen. 2017  | Olbia           | LP              | 2          | 0          | -               | -               | -               | -                  | -                  | -                  | -           | -           | -           | 2      | 0      |        |
| feb.-giu. 2017  | Boston River    | PD              | 0          | 0          | -               | -               | -               | -                  | -                  | -                  | -           | -           | -           | 0      | 0      |        |
| Totale carriera | Totale carriera | Totale carriera | 24         | 2          | -               | 3               | 0               | -                  | -                  | -                  | -           | -           | -           | 27     | 2      |        |